# ديفيد في. إردمان
ديفيد في. إردمان (بالإنجليزية: David V. Erdman)‏ هو صحفي ورسام أمريكي، ولد في 4 نوفمبر 1911 في أوماها في الولايات المتحدة، وتوفي في 14 أكتوبر 2001.